# استنلی گیل
پروفسور استنلی جی گیل (به انگلیسی: Stanley Gill) (۲۶ مارس ۱۹۲۶–۱۹۷۵) با اختراع اولین زیر برنامه رایانه، به همراه موریس ویلکس و دیوید ویلر، یک دانشمند رایانه در انگلیس بود.

## اوایل زندگی، تحصیلات و حرفه
استنلی گیل در ۲۶ مارس ۱۹۲۶ در وورتینگ، ساسکس غربی، انگلیس متولد شد. وی در دبیرستان پسرانه ورتینگ تحصیل کرد و در دوران تحصیلات خود، عضو یک جامعه دراماتیک آماتور بود.
در سال ۱۹۴۳ به او بورسیه دولتی اعطا شد و به کالج سنت‌جان، کمبریج رفت و در آنجا ریاضیات و علوم طبیعی را خواند. وی در سال ۱۹۴۷ در رشته کارشناسی و در سال ۱۹۵۰ در رشته کارشناسی ارشد فارغ‌التحصیل شد. گیل از سال ۱۹۴۷ تا ۱۹۵۰ در آزمایشگاه ملی فیزیک انگلستان کار می‌کرد و در آنجا با همسرش آدری لی که در سال ۱۹۴۹ با او ازدواج کرد، آشنا شد. وی از سال ۱۹۵۲ تا ۱۹۵۵ عضو تحقیق در سنت جان بود که در تیمی به سرپرستی موریس ویلکز کار می‌کرد. این تحقیق شامل کار پیشگامانه با رایانه EDSAC در آزمایشگاه کاوندیش بود. در سال ۱۹۵۲ او یک بازی رایانه ای را توسعه داد.
وی در سال ۱۹۵۳ دکترای خود را به دست آورد و پس از یک سال به عنوان استادیار مدعو در دانشگاه ایلینوی، اربانا، به گروه کامپیوتر در Ferranti Ltd پیوست. در انگلستان در سال ۱۹۶۳ به سمت استاد پردازش خودکار داده‌ها، UMIST، منچستر منصوب شد و به دنبال مشاوره‌های مختلف از جمله شرکت بین‌المللی کامپیوتر با مسئولیت محدود در سال ۱۹۶۴ به عنوان رئیس جدید علوم محاسبات و محاسبات در امپریال کالج دانشگاه لندن منصوب شد. این بعداً در مرکز رایانه و اتوماسیون کالج امپریال ادغام شد، که مدیر آن گیل شد، در حالی که وی به عنوان مشاور وزارت فناوری کار می‌کرد. در سال ۱۹۷۰ او به عنوان رئیس هلدینگ علوم نرم‌افزار منصوب شد و مدیر شرکت‌های مختلف در گروه مایلز رومن بود. وی از سال ۱۹۷۲ تا زمان مرگ در سال ۱۹۷۵ مشاور ارشد مدیریت بین‌المللی مدیریت با مسئولیت محدود بود.
گیل مسافرت‌های زیادی داشت و در مورد ایجاد بخش‌های محاسبات در چندین دانشگاه در سراسر جهان مشاوره داد. وی همچنین از سال ۱۹۶۷ تا ۱۹۶۸ رئیس جامعه رایانه بریتانیا بود.

## انتشارات
- آماده‌سازی برنامه‌ها برای یک کامپیوتر الکترونیکی دیجیتال توسط موریس ویلکس، دیوید ویلر و استنلی گیل. (اصل ۱۹۵۱)؛ چاپ جدید با مقدمه جدید مارتین کمبل- کلی؛ ۱۹۸ ص. توهم کتاب مقدس بایوس فهرست مطالب؛شابک ‎۰-۲۶۲-۲۳۱۱۸-۲. از طریق مؤسسه چارلز بابیج موجود است.
- مقالات پروفسور استنلی گیل ۱۹۶۴–۱۹۷۱، واحد بایگانی کالج امپریال و واحد سوابق شرکتی، اتاق ۴۵۵، ساختمان شرفیلد، کالج امپریال، لندن SW7 2AZ، انگلیس. تلفن ۰۲۰ ۷۵۹۴ ۸۸۵۰.